# Sumvitg
Sumvitg (äldre tysk och tidigare officiell namnform: Somvix) är en ort och kommun i regionen Surselva i kantonen Graubünden, Schweiz. Kommunen har 1 079 invånare (2023) och består av kommundelarna (squadras) Sumvitg, Rabius, Surrein och Cumpadials.